# Mosquée de l'Imam (Semnan)
La mosquée de l'Imam, anciennement appelée mosquée du Shah ou mosquée du sultan, est située au centre de la ville de Semnan. C'est l'un des plus beaux monuments de la ville. Elle figure dans la Liste des monuments nationaux d'Iran sous le n° 393 depuis 1955,.
La mosquée est accessible par quatre grandes portes : au nord, au sud, à l'est, au nord-ouest. Les portes s'ouvrent sur des couloirs d'accès comprenant de nombreuses arcades en brique. Au-dessus de portes au nord et à l'est sont disposés des muqarnas en partie en plâtre et en partie carrelées. Le dôme est décoré de carrelages.

## Histoire
Cette mosquée a été commandée par Fath Ali Chah Qadjar, deuxième souverain de la Dynastie Kadjar, puis construite à l'époque de Nassereddine Shah au XIXe siècle. La mosquée était à l'origine une medersa qui comprenait les cellules pour les étudiants et n'était pas réservée à la prière. Plus tard, elle a été transformée en mosquée.

## Galerie

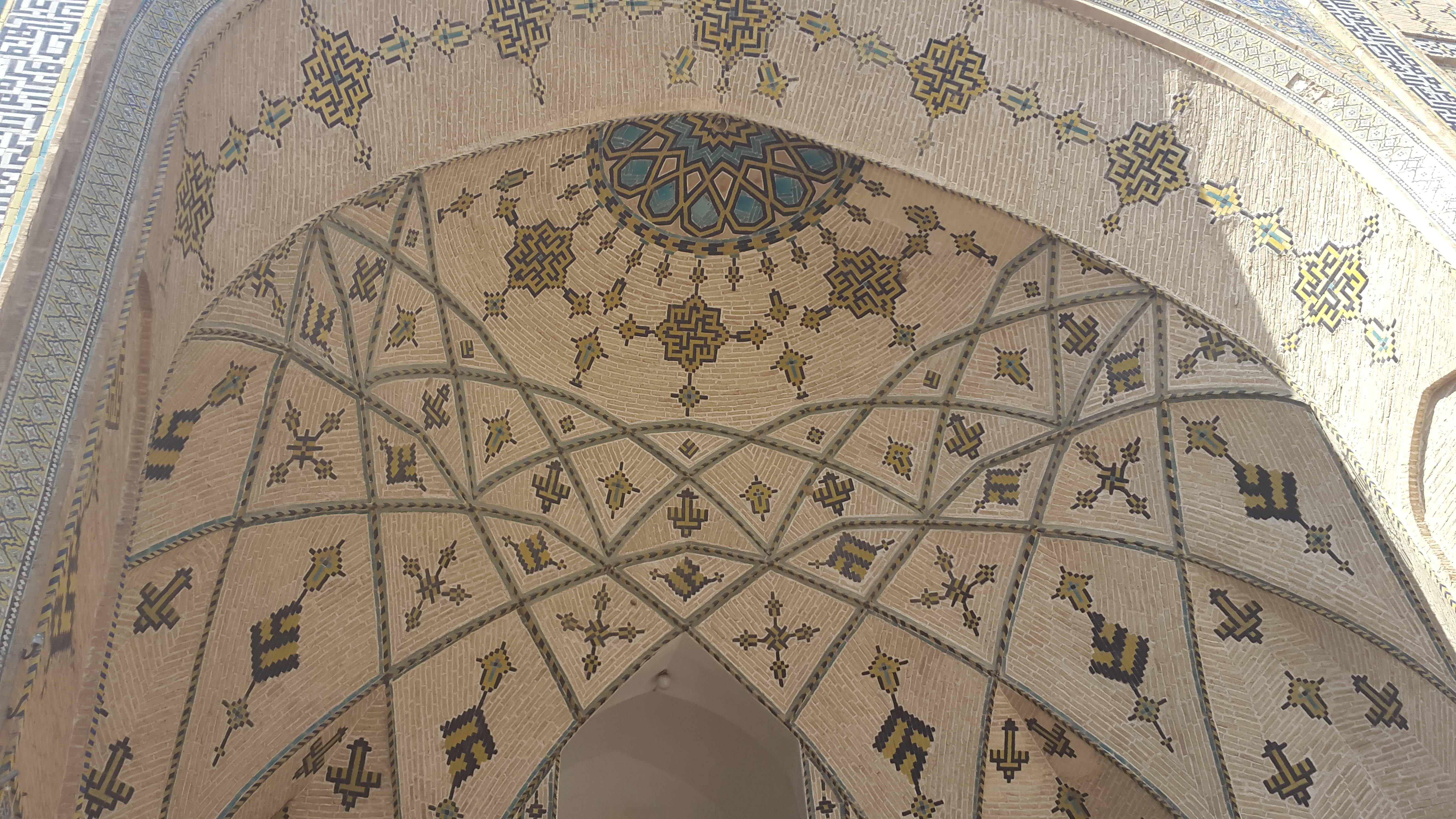
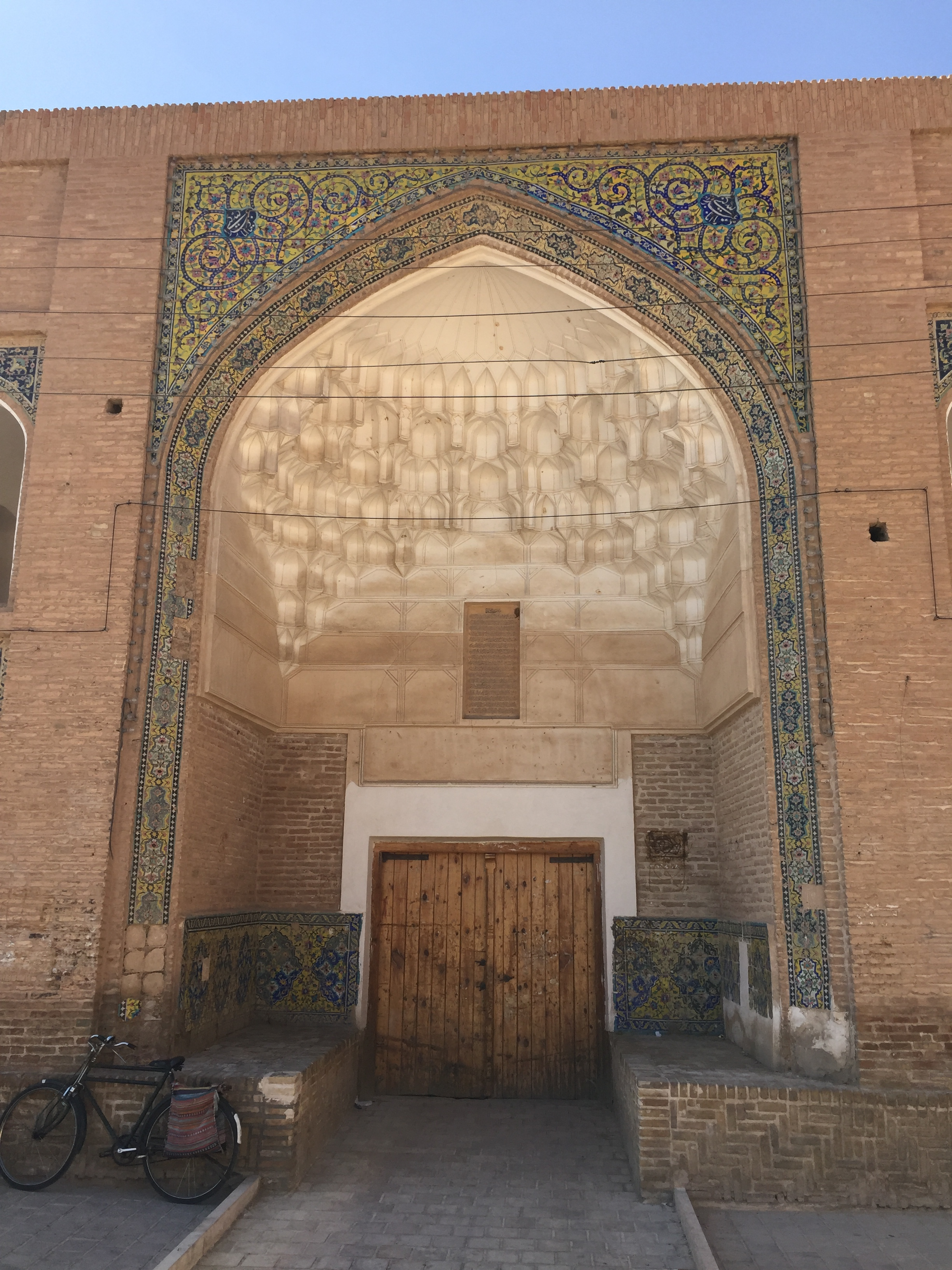
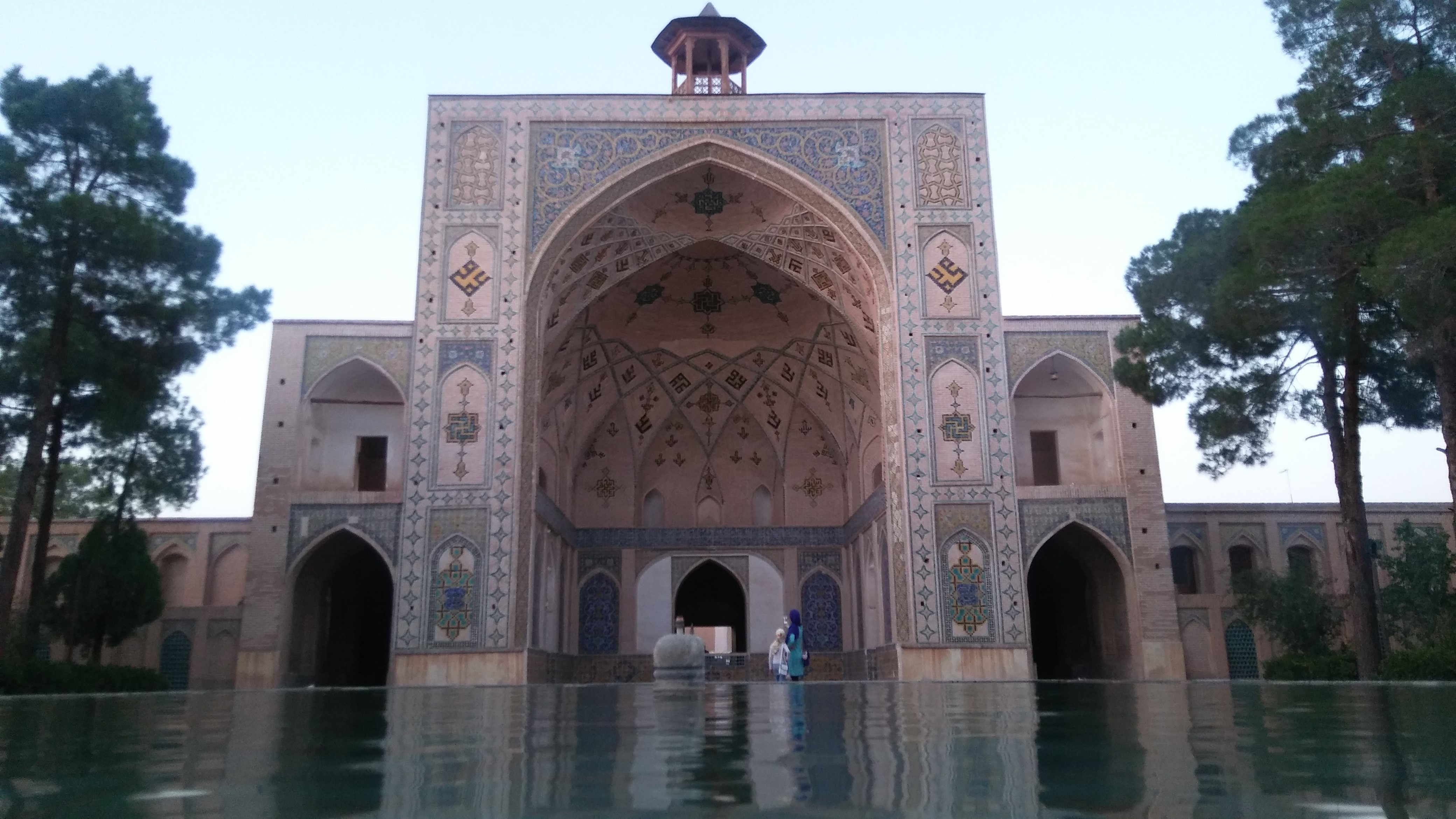
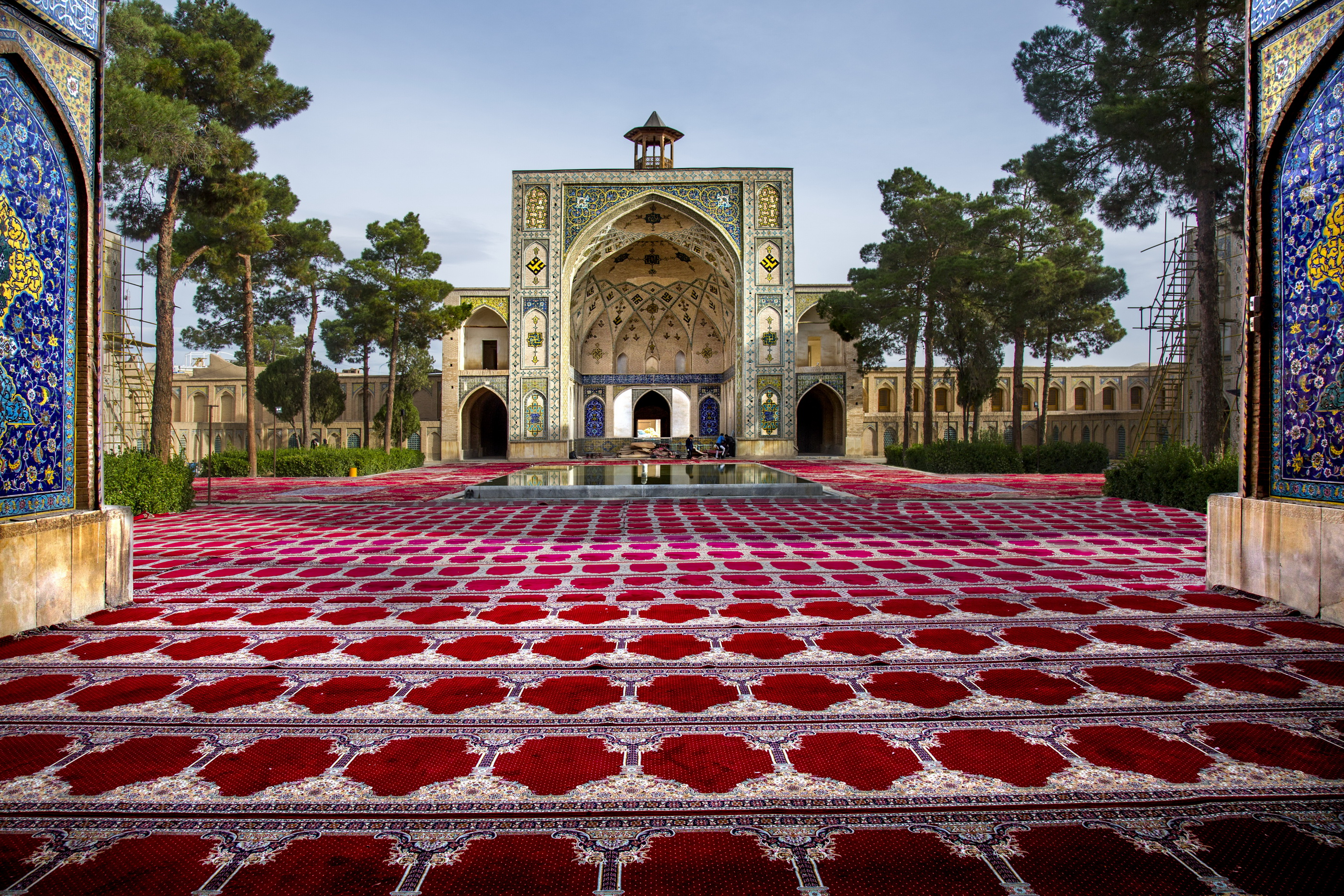
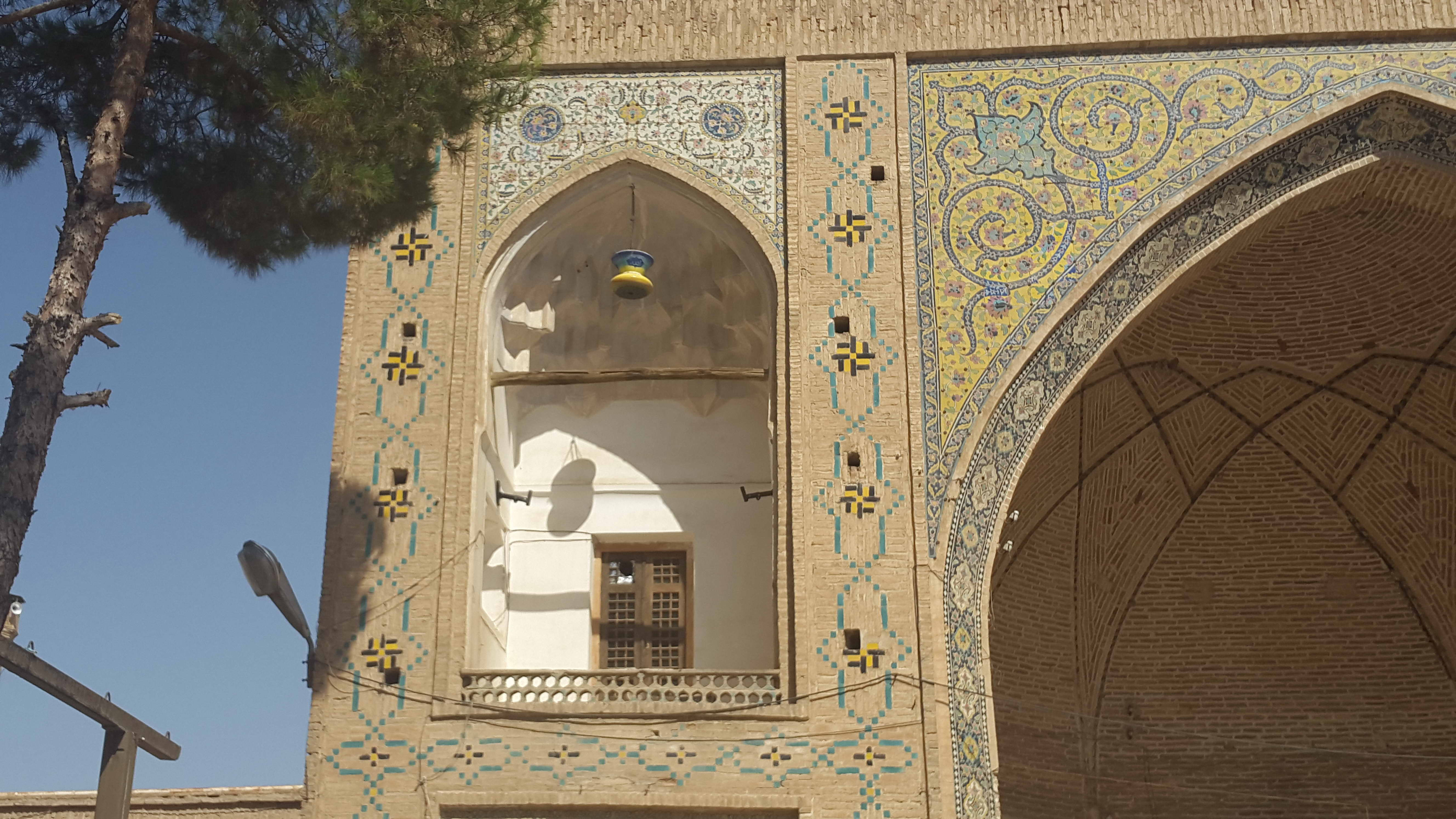
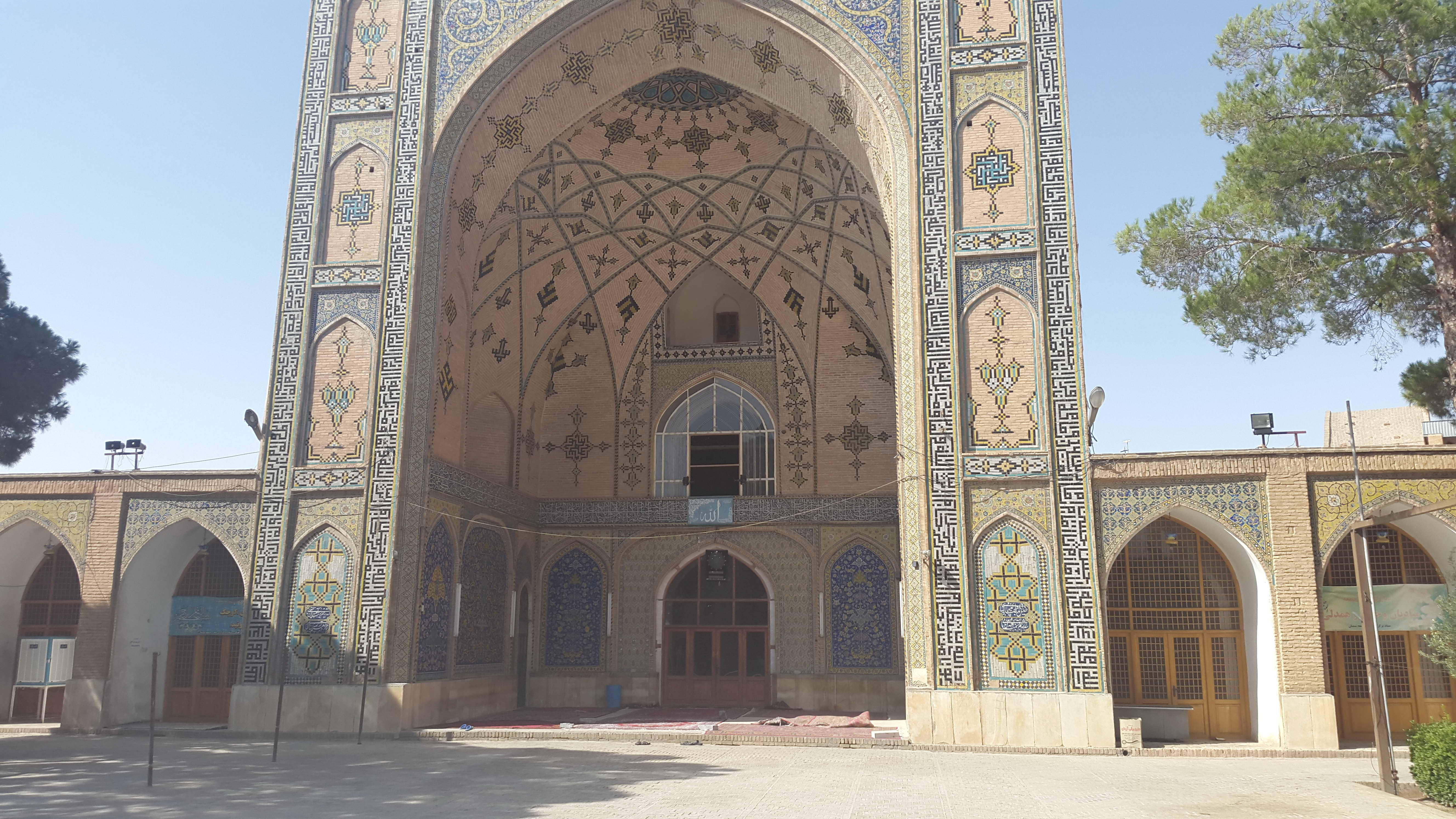
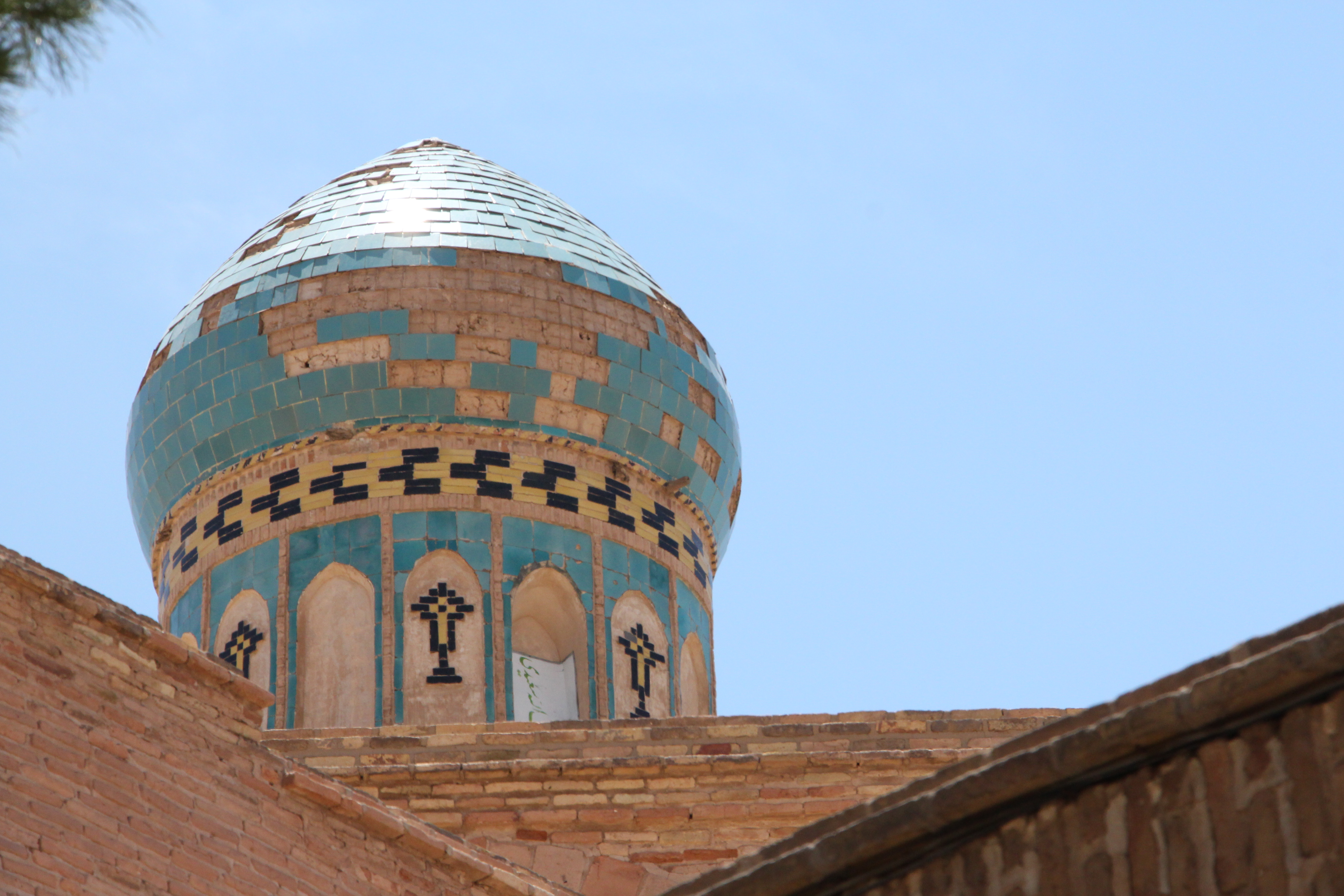
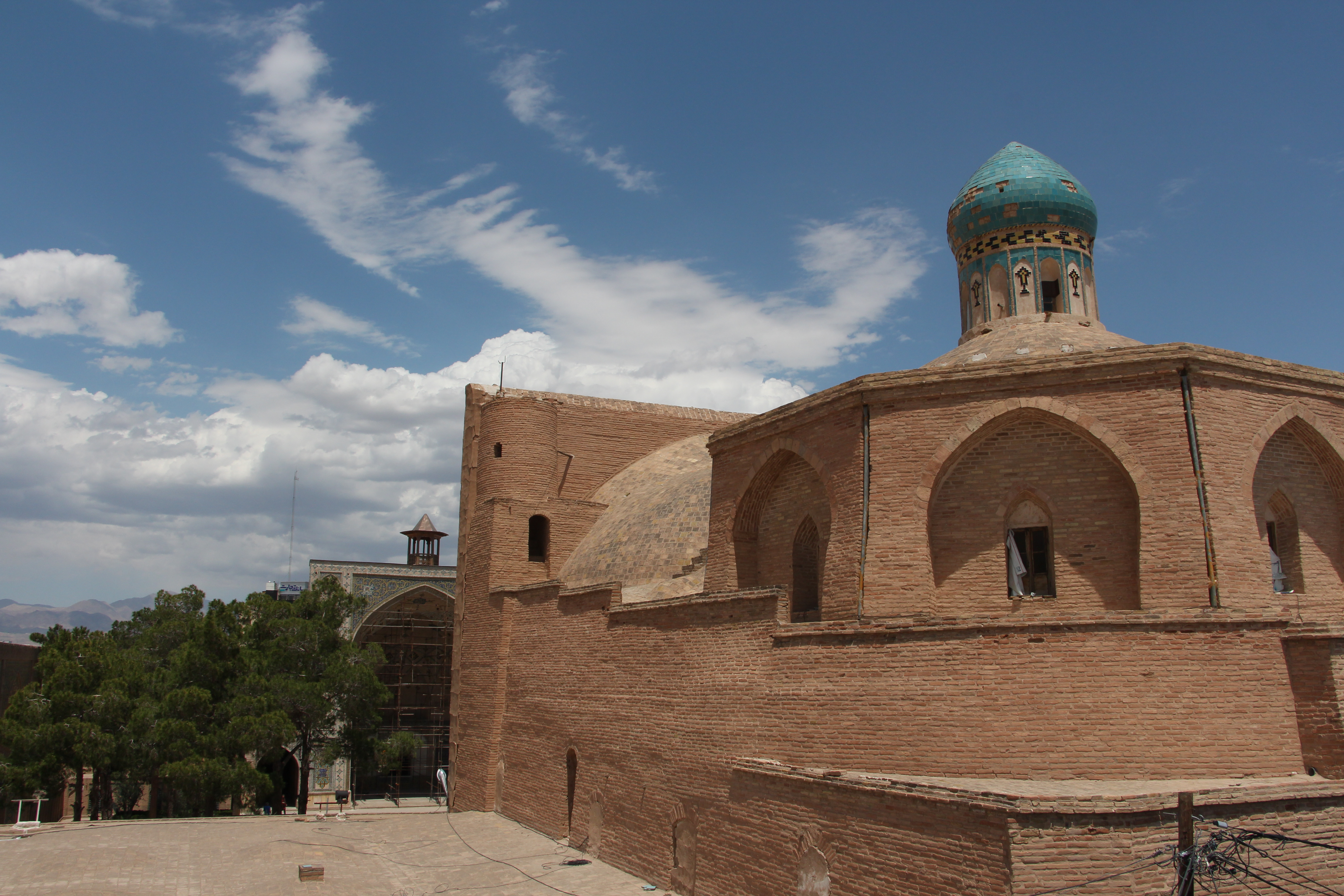